# Truyền thần

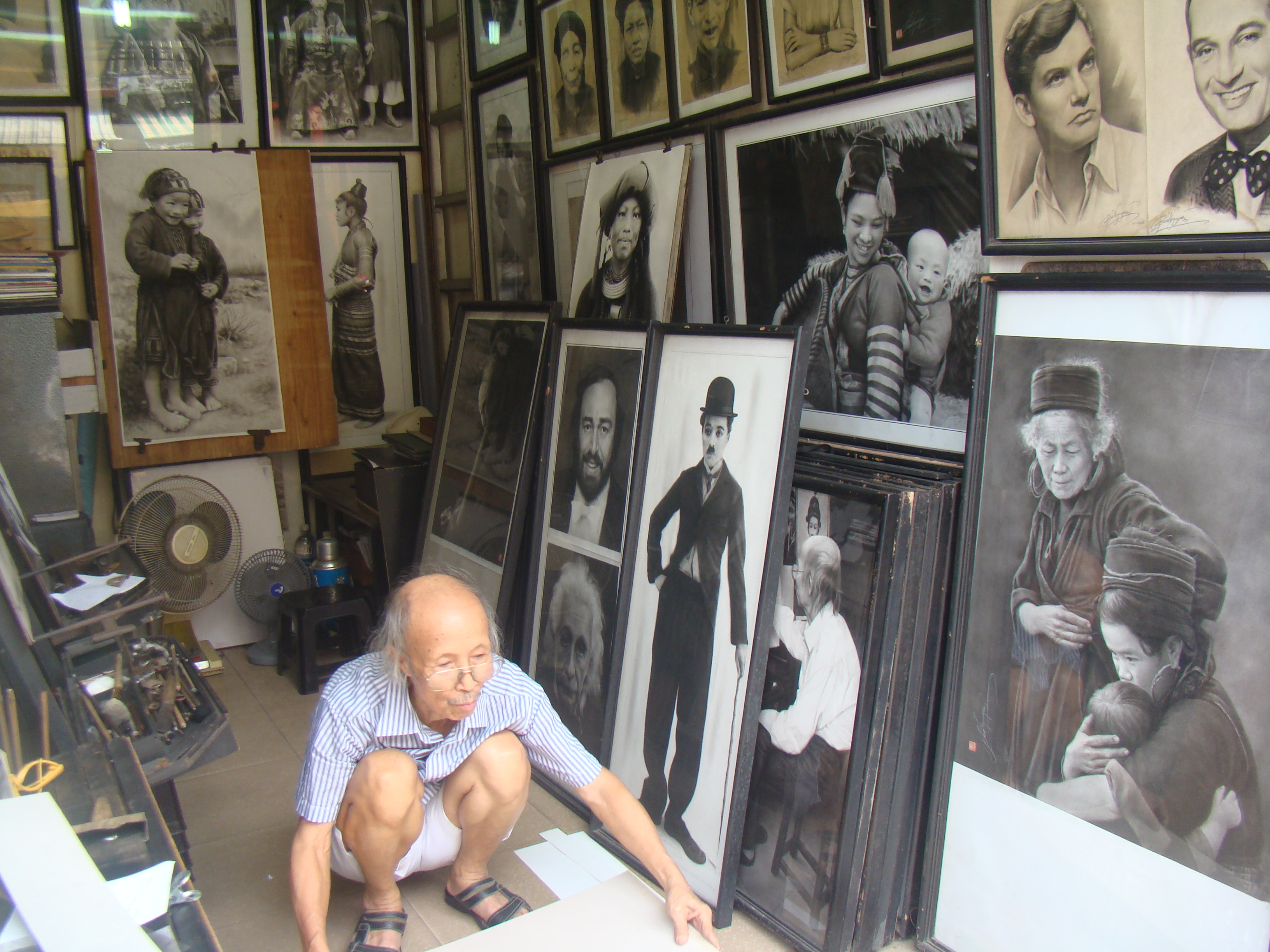
Nghệ nhân vẽ tranh truyền thần trong cửa hàng số 47 Hàng Ngang, khu phố cổ Hà Nội

Tranh truyền thần là một thể loại hội họa mà người họa sĩ truyền lại cái "thần" của người được vẽ, tức là truyền đạt được cảm xúc, thần thái thông qua tác phẩm.

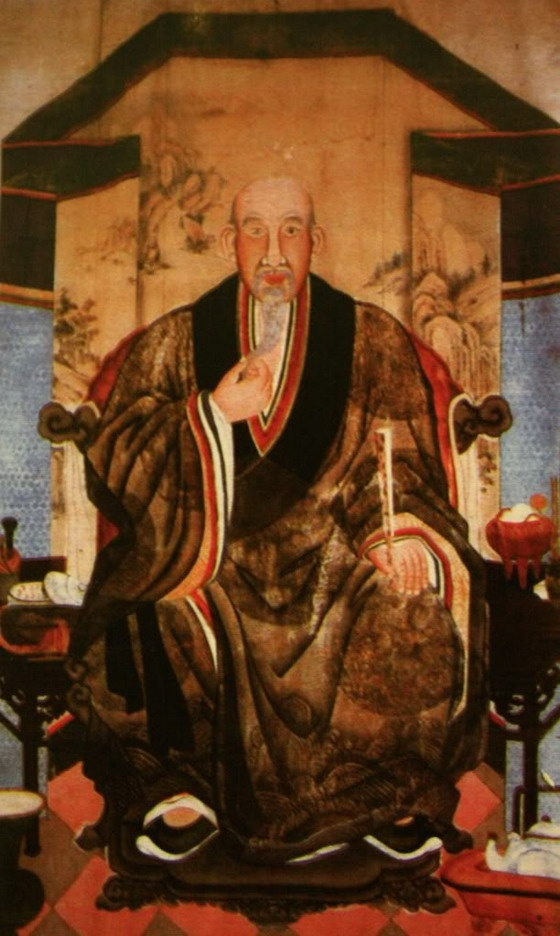
Tranh truyền thần thời Lê trung hưng vẽ chân dung Trịnh Đình Kiên (1715 - 1786), hiện trưng bày tại Bảo tàng Mỹ thuật Việt Nam.

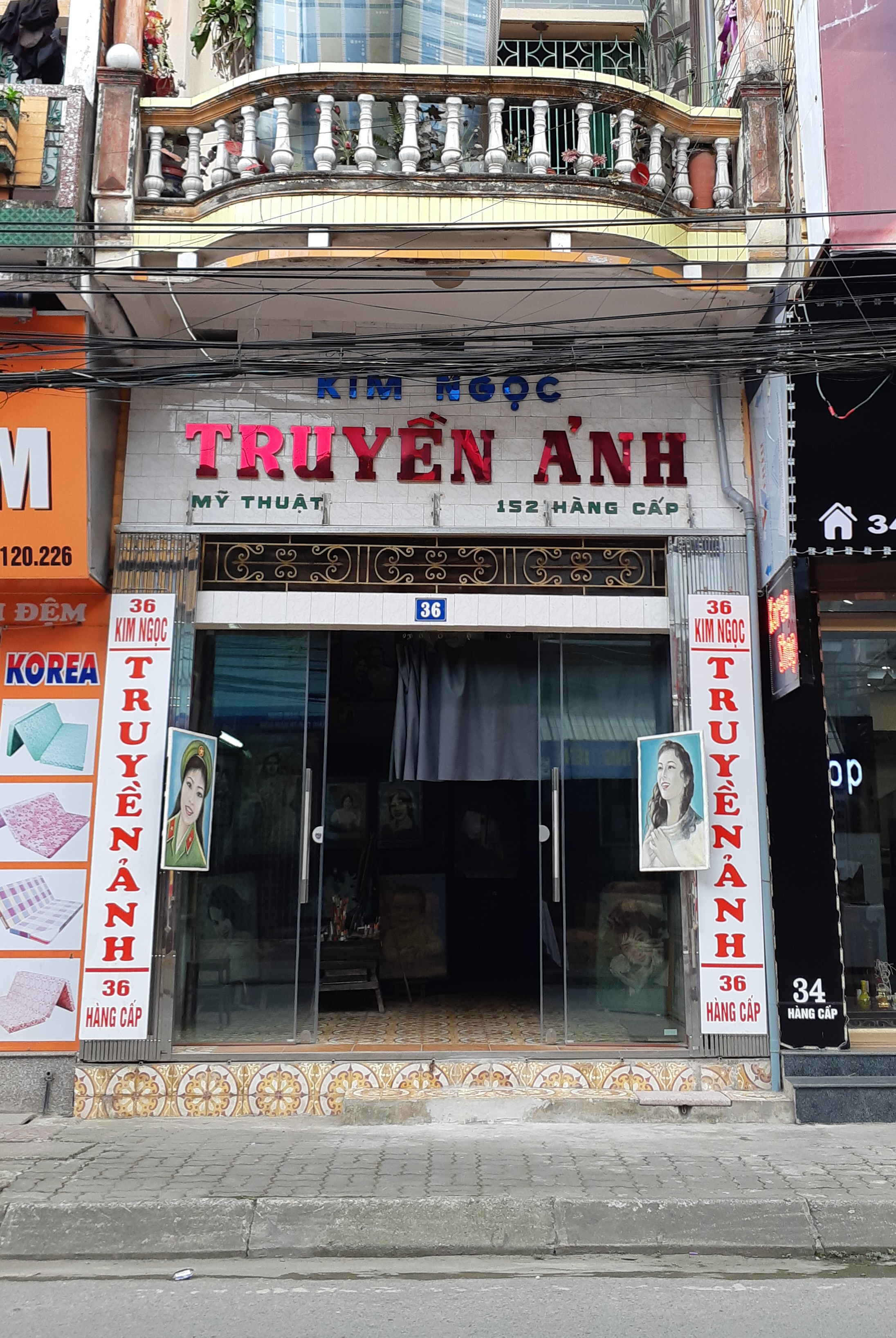
Một nhà vẽ truyền thần ở số 36 Hàng Cấp, khu phố cổ Thành Nam, thành phố Nam Định

Để vẽ lại một bức ảnh đòi hỏi người họa sĩ phải có ý chí kiên trì, cần mẫn, tập trung cao độ, bức ảnh sau khi hoàn thành không chỉ giống với ảnh được chụp mà còn phải truyền được thần thái của con người đó. Quan trọng nhất đó chính là đôi mắt của người được vẽ mà người họa sĩ gọi là điểm nhãn, đó chính là nét độc đáo trong các bức tranh truyền thần mà không một loại tranh nào khác thực hiện được.